# Anuropus branchiatus
Anuropus branchiatus är en kräftdjursart som beskrevs av Frank Evers Beddard 1886. Anuropus branchiatus ingår i släktet Anuropus och familjen Anuropidae. Inga underarter finns listade i Catalogue of Life.